# Quentalia crenulosa
Quentalia crenulosa är en fjärilsart som beskrevs av Dyar 1918. Quentalia crenulosa ingår i släktet Quentalia och familjen silkesspinnare. Inga underarter finns listade.